# 流田Project
流田Project（ながれだプロジェクト）は、日本の4人組バンド。現在のレーベルはNBCユニバーサル・エンターテイメント、日本コロムビア（デビューはジェネオン・ユニバーサル・エンターテイメントジャパン）。

## 概要
阪南大学のフォークソング部で出会った4人で2009年に結成。結成当時は、J-POPからヘヴィメタル、オルタナティブ・ロックなどのさまざまなジャンルのコピーバンドをしていた。
動画共有サイトのニコニコ動画やYouTubeに、「流田P」と称しアニメソングのカバーを投稿。紙のお面を着用し、素顔を隠しての動画投稿のため、演奏者の正体が誰なのかは謎に包まれている。だが、動画共有サイト内で約700万という再生回数を出したことにより、2010年12月1日にジェネオン・ユニバーサル・エンターテイメントよりアニソンカバーアルバム『流田P』でメジャーデビュー。
デビューを期に『流田P』、『戦闘用洋菓子』、『流田P覆面バンド』など定まっていなかった活動名を『流田Project』に統一した。
多数のアニメソングのバンドカバーをするとともに、オリジナル曲も多数作成している。
2018年には、オリジナル曲をアップするYouTubeチャンネルを新たに開設した。
既存の、アニソンカバーを演奏してみたものをアップするYouTubeチャンネル及びニコニコ動画においても、動画アップを引き続き行っている。
2012年6月20日に、彩音とのコラボレーションシングル「cry out」を発売。
2013年4月より、自身初のアニメタイアップとなる『聖闘士星矢Ω』新章の主題歌『未来聖闘士Ω〜セイントエボリューション〜』を担当。本人達曰く「人生の転機となった曲。」
2013年9月18日、初のオリジナルアルバム「fake」をリリース。
2014年4月より　テレビアニメ『ドラゴンコレクション』の主題歌『ドラゴンコレクション 〜勇気のツバサ〜』、テレビドラマ『乾杯戦士アフターV』の主題歌『アフターVのテーマ』、エンディングテーマ『男たちのララバイ』を担当。
2015年4月より　テレビアニメ『トリアージX』の主題歌『triage』を藏合紗恵子 featuring 流田Projectとして担当。
2016年8月24日 μ'sカバーアルバム 『流's the COVER』をリリース。
2017年5月、映画「破裏拳ポリマー」の挿入歌「戦え！ポリマー」を担当。
2018年1月、カバーベストアルバム「流田PPPH」をリリース。
2019年5月、結成10周年を迎えた。
2020年3月より、毎年恒例の春ツアーを開催予定であったが、新型コロナウイルスによる公演自粛要請の影響により、春ツアー公演を全て配信ライブに切り替える。6月に開催予定であった結成11周年記念ライブも配信ライブにて行う。7月から、毎月、無料配信ライブを公式YouTubeチャンネルにて、開催し、グッズを通信販売にて販売するかたちで行っている。
2023年5月、Youtubeチャンネル登録者数10万人を突破。

## メンバー
流田 豊（ボーカル、ギター、8月23日生まれ、三重県津市出身、A型）
- デビュー以前は「流田P」としてソロ名義でも活動。呼び名も「流田p」。
- 使用機材は以前はPGMのテレキャスターを使用していたが、ESPと契約を結んでいるためNavigatorのテレキャスター、もしくはストラトキャスターを主にしている。アコースティックギターは、ギター職人西野春平作のハンドメイドアコースティクギターを使用。この他にも、フェンダー・ストラトキャスターを始め多くのギターを収集しており音楽雑誌「Player」で取り上げられている。

- メンバーカラーは紫。
- バンドメンバーの中ではフロントマンとしてMCを務め、関西弁でライブを盛り上げる。
- メンバーからのあだ名は「ゆたぼー」。
- 覆面をして動画にアニソンカバーを公開するのを提案したのは流田豊の兄の提案。流田Projectとしてデビューすることを引き受けたのも流田の兄であり、重要な存在である。
- ビートルズを敬愛しており、ライブでファンの声に応じて即興で演奏したこともある。赤盤、青盤は全てコピーしている。また、学生時代にはオールローズのテレキャスターを使用しベーシストにヘフナーを使わせるなどそのファンぶりは徹底している。
- 高校時代はベースボーカルであり、また実家にはドラムセットがあった。そのため、多重録音をすることができ、TwitCasting、ニコニコ生放送等で多重録音を行うことがある。
- 絵が得意であり、描いたイラスト等をデザインしたTシャツなどがライブのグッズになることもある。
- 恋愛物の少女マンガが好きで、『君に届け』などを愛読していた。
- 好きなアニメや漫画は、『CLANNAD』『とらドラ』、『進撃の巨人』、『キングダム』など。
- 2013年1月8日放送のA&G ARTIST ZONE 2h、にRayの代理として登場。
- 2014年4月より、声優・柿原徹也とともに超!A&G+にて、「柿原と流田のラジオ+( )」に出演中。
- 2020年4月より9月まで、超!A&G+にて「流田豊の本気!アニラブ」に出演。

穴澤 淳（ギター、コーラス、5月4日生まれ、滋賀県彦根市出身、A型）
- デビュー前は「坂本」を名乗っており、ライブでついたあだ名「もつ煮」から転じてて親しみを込め「もつ兄」と呼ばれていた。
- 使用楽器は初期はリッケンバッカーの中古ギター愛称「チューリップ」を使用していたが、 動画で『とある科学の超電磁砲』のオープニングテーマをカバーした際からk&t weeper / crewsを使用。動画「コネクト」のカバーより後では、アレキサンダー社のレスポールモデルを使用していたが、現在は、ESPのポットベリー、アモロスを使用している。
- メンバーカラーは、赤(以前は濃いピンクだった)。
- バンドメンバーの中では天然キャラにしていじられ役。名前を呼ばれないこともしばしば。
- 2014年3月にインフルエンザを発症してライブを延期にさせてしまったエピソードからファンからは「穴澤といえばインフルエンザ」と言われる。
- メンバーの中で、穴澤のみ大学で留年している。
- ライブではリードギターのみならず、コーラスも担当。「ライオン」では流田豊とツインボーカルを務める。
- 故郷のマスコット「ひこにゃん」が好き。

桃山 竜二（ベース、コーラス、5月19日生まれ、島根県松江市出身、血液型不明）
- デビュー前は「龍ヶ崎」を名乗っていて、ライブでエヴァンゲリオンの使徒「サキエル」のTシャツを着ていたことから「サキエル」と呼ばれていた。
- また動画で髪がサラサラでキューティクルが出来ていたので「キューティクル」とも呼ばれていた。
- 使用楽器はメインもセカンドもジャズベースを使用。ESPとエンドーストメント契約を結んでいるため本人のオーダーメイドモデルを現在は使用している。
- 奏法は曲によりピック弾きと指弾きを使い分け、ライブのソロ演奏ではスラップ奏法も披露。
- メンバーカラーは、水色。
- 動画やライブではいろいろなTシャツを披露。サキエルT以外にも『機動戦士Ζガンダム』の百式Tに、『けいおん!!』の夏フェスの回で登場したバンドTなどその服装が注目されている。
- 漫画が好きで、『ONE PIECE』『NARUTO -ナルト-』『テニスの王子様』などを愛読している。

　最近では、進撃の巨人に影響を受け、髪の毛を染めてサシャ・ブラウスと同じ髪型にして動画に映ることもある。
- Pokémon GOなどのスマホゲームも好きである。
- 趣味は、ロードバイクでの散策。愛車はSCOTT。

栗川 雅裕（ドラム、コーラス、1月14日生まれ、愛知県名古屋市生まれ、兵庫県川西市育ち、O型）
- デビュー前からメンバーで唯一今と同じ「栗川」と呼ばれていた。
- 使用楽器はスネアはLUDWIGのLM400、スティックはCANOPUSのオリジナルモデル、ペダルはDW 9002 XF。
- 2ndツアーの頃からはカノウプスの特注のドラムセットを使用している。
- チャイナシンバルはK Zildjian Thin China 19、スプラッシュシンバルはZildjian A Customの10インチのSplashを使用。
- 1stライブツアーより新機材「ロートタム」も使用している。
- メンバーカラーは、緑。
- ファンからの愛称は、「まーくん」。
- トレードマークはチャイナシンバルの高さ。以前は、ライブや動画で着用していた緑の頭を打ちぬかれたニコちゃんTシャツを愛用し、2日連続のワンマンライブのおりでも、洗濯して同じものを着用していた。
- 10cm程度で細い穴、とマスクの目が非常に小さいため、視界が悪いそうで流田曰く「目隠ししながらドラムを叩いているようなもの」とのこと。マイクも自分の顎で探しているらしい。2014年に、目の穴を広げて叩きやすく改良している。
- 運転免許のゴールド保有者。移動の際、運転は9割栗川が担当している。
- 名古屋ライブで名古屋で幼少期過ごしたことがあることを告白。
- 流田Projectにとって栗川の実家は「第二の家」と言うべき場所である。阪南大学時代は、栗川家にメンバー全員がお世話になりプロデビューした後も関西地方でライブを行う場合は4人揃って泊まることが多い。
- 料理が得意である。

※なお、メンバー全員、年齢は公表していない。

## エピソード
- アニソンをカバーし動画サイトで活動を開始するきっかけを作ったのは、流田豊の兄の助言によるものである[5]。
- 仮面をつけた理由については、最初の動画作品を撮影した際にその場のノリでコピー用紙を切り取り即席で着用し顔を隠した事がきっかけである[6]。
- 元BEAT CRUSADERSの日高央はネットインタビューにて、お面などで顔を隠す匿名的なアプローチは流田Projectなんかにお任せすると冗談交じりで答えている[7]。
- バンドでは珍しく特定のメンバーに偏ることはなく流田以外のメンバー3人がコーラスを務めることがある。また、メンバー全員ボーカルを務めることが出来る。

## 略歴

### 2009年
- 5月17日、動画共有サイトのニコニコ動画・YouTubeに「流田P」と称し、テレビアニメ『けいおん!』第一期のエンディングテーマ「Don't say "lazy"」のカバーを投稿。その後テレビアニメ『化物語』前期テーマソング「君の知らない物語」、「うるまでるびのGO!GO!選挙」、『とある科学の超電磁砲』の前期オープニングテーマ「only my railgun」など次々とアニソンカバーを投稿し、累計再生数は700万再生を超える。

### 2010年
- 11月25日、ニコニコ生放送『電波研究社〜アニメ・ゲーム・アニソン〜 』に出演。
- 12月1日、ジェネオン・ユニバーサル・エンターテイメントよりアニソンカバーアルバム『流田P』でメジャーデビュー。活動名を「流田Project」に変更する。同作品のサウンドプロデュースを手掛けたのはfripSideの八木沼悟志である。
- 12月4日、『アニメTV』に出演。
- 12月5日、『GENEON fripSide フェスティバル2010』に出演。
- 12月17日、『RADIO RONDO ROBE 〜only my radio-gun〜』に出演。

### 2011年
- 2月21日、テレビ朝日系列『ストリートファイターズ』出演。
- 5月2日、アニソン.J-POPイベント『2.5次元』第4章を新潟県のGOLDEN PIGS BLACKSTAGEに出演。
- 5月9日、東京のライブ会場で LIVE labo YOYOGI「頑張ろう!日本!」続・流田Project 1stワンマンツアー2011-あなたの街に紙（覆面）が舞い降りるツアー開始。ファイナルは5月22日高田馬場club PHASE。ニコニコ生放送にて生中継される。
- 9月28日、2ndアルバム『流田PP』発売。同作品ジャケットの絵は声優の喜多村英梨が手掛けた。
- 9月29日、ニコニコ生放送『電波研究社〜アニメ・ゲーム・アニソン〜 』に出演。
- 10月16日、流田Project 2ndアルバム「流田PP」発売記念！全国ワンマンツアー～機材車で行く！北海道から九州まで総走行距離約6000kmの旅～開始。ファイナルは11月26日原宿原宿ASTRO HALL。ニコニコ生放送にて生中継される。
- 10月29日、文化放送とニコニコ生放送『電人★GA部ぅ〜』に出演。

### 2012年
- 5月4日・5月12日、動画UP祝3周年記念ワンマンライブ〜流れる汗と涙の桃栗3年穴8年〜を東京、大阪にて開催。
- 5月6日、池袋ナンジャタウンにて行われたどこでもいっしょのキャラクター・トロのお誕生日会に出演。トロへ書き下ろしの曲をプレゼントし、会場にて披露している。
- 6月20日、彩音とのコラボレーションシングル『cry out』を発売。
- 8月8日、3rdアルバム『流田PPP』を発売。
- 9月より、ニコニコ生放送&USTREAM&YouTube&アメーバピグ同時生配信『musicる さーずでぃ』レギュラー開始。同月より、テレビ朝日『musicる TV』レギュラーコーナー開始。
- 10月6日より、全国10ヶ所でのレコ発全国ツアー『「流田PPP」発売記念全国ワンマンツアー〜参度目ノP〜』開催。
- 11月23日、『ANIMAX MUSIX 2012』に出演。
- 11月24日、『Live5pb.』に出演。
- 12月1日、追加公演として代官山UNITでのライブを開催。
- 12月31日、初の『カウントダウンライブ〜departure〜』を渋谷チェルシーホテルにて開催。

### 2013年
- 2月20日、日本コロムビアより特撮ソングカバーアルバム『流田Project VSスーパー戦隊+宇宙刑事ギャバン』を発売。
- 3月23日・3月27日・3月29日、『ナガレダ春のPまつり!!〜リクエストツアー〜』を東京、名古屋、大阪にて開催。
- 4月より『聖闘士星矢Ω』新章の主題歌「未来聖闘士Ω〜セイントエボリューション〜」を担当。また、鋼鉄聖闘士役として声優としても出演している。
- 8月8日、ニコニコ生放送でにて日本コロムビアより初のオリジナルアルバム『fake』リリースを発表。
- 8月10日、『ANIME JAPAN FES 2013 影山ヒロノブ・遠藤正明・きただにひろしの「ゆかいな仲間たち」』に出演。
- 9月15日、ドイツ語圏最大のアニメイベント『Connichi』に出演しライブを敢行。総動員数を更新する大盛況となった。
- 9月18日、初のオリジナルアルバム『fake』をリリース。
- 10月5日より、4度目のワンマンライブツアー『全国ドーモTOUR』10都市11公演を開催。
- 11月23日、『Live 5pb. 2013』に出演。
- 11月24日、『ANIMAX MUSIX 2013』に出演。

### 2014年
- 1月5日、『ANIME JAPAN FES 2014 “冬の陣”』に出演。アコギコーナーでは水木一郎、串田アキラらともコラボレーション。
- 3月8日・3月9日・3月15日・3月22日・3月23日、『流田Project春のP祭り〜パジャマTOUR〜』を仙台、新潟、東京、大阪、愛知にて開催。
- 4月より、『ドラゴンコレクション』主題歌「ドラゴンコレクション〜勇気のツバサ〜」、『乾杯戦士アフターV』主題歌「アフターVのテーマ」、エンディングテーマ「男たちのララバイ」を担当。
- 4月より、流田豊が、声優の柿原徹也とアイドルの藤本結衣（palet）とレギュラー番組・文化放送 超!A&G+『生メールpresents 柿原と流田のラジオ+(藤本)』を担当。（2015年4月より、アシスタントがいなくなり、『柿原と流田のラジオ+( )』として柿原徹也と二人でパーソナリティを務めている。）
- 5月10日、新宿BLAZEにてデビュー5周年ワンマンライブを行う。過去最高のキャパシティに挑戦した。
- 7月5日、レギュラー番組・文化放送 超!A&G+『生メールpresents 柿原と流田のラジオ+(藤本)』内で、アルバム『Realize！』リリースを発表。
- 8月20日、アルバム『Realize!』をリリース。オリジナル曲を前山田健一ら有名作曲家が楽曲提供。
- 9月16日、前年に引き続き、『Connichi』に出演。
- 10月4日からアルバムをひっさげ、全国ツアーを開始。

### 2015年
- 1月17日、台北wall公館にて、ワンマンライブを行い台湾で公演を行う。
- 4月より、『ナガレダ春のPまつり ～怒涛のアニソンオンリー祭～』を開催。
- TVアニメ『トリアージX』OP主題歌「triage」を担当。（藏合紗恵子 featuring 流田Project）
- 7月11日、『怒涛のオリジナルオンリー祭り』を開催。
- 10月より、『デビュー5周年記念全国ワンマンツアー2015～五穀豊穣～』を全国14か所15公演で開催。このツアーでは、会場ごとで初出しの新曲披露するという課題を設け、ツアーを行った。

### 2016年
- 3月より、『春のワンマンツアー2016 ～メーハン仙人トゥー！！～』を開催。
- 8月24日、アルバム『流's the COVER』をリリース。全曲μ'sのカバー曲。
- 秋、7度目の秋ツアー『流's THE TOUR』を開催。

### 2017年
- 春、結成8周年記念東名阪ワンマンツアーを開催。
- 5月、映画『破裏拳ポリマー』の挿入歌「戦え！ポリマー」を担当。
- 秋、8度目の秋ツアー『Best of アニソンカバー』を開催。

### 2018年
- 1月、カバーベストアルバム『流田PPPH』を発売。
- オリジナル曲をアップするYouTubeチャンネル[1]を新たに開設。
- 春に東名阪ワンマンツアー～春のPまつり！リターンズ～を開催。
- 夏には、～夏だから北上ツアー～を開催。
- 秋には、9度目の秋ツアー～仮面男子の全て～を開催。

### 2019年
- 2月、飯田里穂のサポートバンドとしてツアーに帯同。
- 4月から、東名阪ツアー～10年振り返るまで帰れま10ツアー～として、10年を振り返る春ツアーを開催。
- 5月に、結成10周年を迎えた。
- 6月29日に、結成10周年ライブが行われた。スペシャルゲストとして、柿原徹也が登場した。
- 9月8日より、10度目の秋ツアー～サンキューツアー～を開催。
- OVERDRIVE発売の『MUSICUS!』の劇伴を担当。

### 2020年
- 3月28日より、春ツアー～ナガレダ春のP祭り～を開催予定であったが、コロナウイルスの影響で、中止。かわりに、無観客配信ライブをYouTubeにて行う。
- 上記無観客配信ライブの最終日の4月4日、流田Projectの通信販売サイトにて、オリジナルミニアルバム『NAGAREDA ROBO』を発売。
- 6月、結成11周年ライブをYouTubeにおいて、無観客配信ライブにて行う。
- 7月より、毎月無観客配信ライブをYouTubeにて行っている。

### 2021年
- 2月20日、流田Projectの通信販売サイトにて、オリジナルミニアルバム『ラクダダイヴ』を発売。

### 2022年
- 9月24日 LiveDVD付きCD 『Survivor』を発売。
- 10月より、3年ぶりの秋ツアー 〜KAMEN RETURNS〜を開催。

### 2023年
- 5月13日 、生放送中にYoutube公式チャンネルのチャンネル登録者数が10万人を突破。

## ディスコグラフィー

### シングル
|     | 発売日        | タイトル                                | 規格品番                                     | 最高位 |
| --- | ------------- | --------------------------------------- | -------------------------------------------- | ------ |
| 1st | 2013年6月26日 | 未来聖闘士Ω〜セイントエボリューション〜 | COCA-16745                                   | 51位   |
| 2nd | 2014年5月21日 | ドラゴンコレクション〜勇気のツバサ〜    | COCA-16861                                   | 112位  |
| 3rd | 2014年5月28日 | アフターVのテーマ/男たちのララバイ      | USSW-0015                                    |        |
| 4th | 2015年5月27日 | triage                                  | COCC-1701(通常盤) COZC-1037-8(DVD付き限定盤) | 92位   |

### アルバム
|     | 発売日        | タイトル                                    | 規格品番                                      | 最高位 |
| --- | ------------- | ------------------------------------------- | --------------------------------------------- | ------ |
| 1st | 2010年12月1日 | 流田P                                       | GNCA-1273（初回限定盤） GNCA-1274（通常盤）   | 47位   |
| 2nd | 2011年9月28日 | 流田PP                                      | GNCA-1307                                     | 74位   |
| 3rd | 2012年8月8日  | 流田PPP                                     | GNCA-1334                                     | 57位   |
| 4th | 2013年2月20日 | 流田Project VSスーパー戦隊+宇宙刑事ギャバン | COCX-37888                                    | 184位  |
| 5th | 2013年9月18日 | fake                                        | COZP-798-9（初回限定盤） COCP-38195（通常盤） | 96位   |
| 6th | 2014年8月20日 | Realize!                                    | COZP-962/3（初回限定盤） COCP-38718（通常盤） | 87位   |
| 7th | 2016年8月24日 | 流's the COVER                              | GNCA-1489                                     |        |
| 8th | 2018年1月24日 | 流田PPPH                                    | GNCA-1519                                     |        |

### ミニアルバム
- 「NAGAREDA ROBO」(2020年4月4日発売)

オリジナル曲を6曲収録したミニアルバム。
「青いチカラ」「コントロール」「モンスター」「長い夜」「answer」「IPPEICHANG」を収録。
流田Projectの通信販売サイトのみの取り扱いとなっている。
- 「ラクダダイヴ」(2021年2月20日発売)

オリジナル曲を7曲収録したミニアルバム。
完全新曲「LOST」を含めた、「白昼夢」「Youth」「シャッターチャンス！」「郷愁の空」「ロックローリン」「歩いて行こう」を収録。

## カバーソング一覧
2020年10月現在、ニコニコ動画、YouTubeに上げられたもの。
| アップロード日 | タイトル | 備考 |
| -------------- | --- | --- |
| 2009年5月17日  | Don't say "lazy" | テレビアニメ『けいおん!』のエンディングテーマ。 初めてバンド演奏にてアップした曲である。                                                                           |
| 2009年6月28日  | Super Driver | テレビアニメ『涼宮ハルヒの憂鬱』の 2009年版のオープニングテーマ。                                                                                                  |
| 2009年9月28日  | ノーザンクロス | 『マクロスF』のエンディングテーマ。 |
| 2009年12月1日  | 君の知らない物語 | 『化物語』のエンディングテーマ。 |
| 2010年1月26日  | うるまでるびのGO!GO!選挙 | 『うるまでるび』により制作された アニメーションで使用された楽曲。                                                                                                  |
| 2010年3月5日   | only my railgun LEVEL5-judgelight- | 『とある科学の超電磁砲』のオープニングテーマ。 メドレーにてカバー。                                                                                                |
| 2010年4月7日   | Listen!! | 『けいおん!!』の前期エンディングテーマ。 |
| 2010年6月2日   | Crow Song | 『Angel Beats!』の劇中歌。 |
| 2010年6月3日   | ヴィーナスとジーザス | 『荒川アンダー ザ ブリッジ』のオープニングテーマ。 |
| 2010年6月4日   | God knows... | 『涼宮ハルヒの憂鬱』の劇中歌。 |
| 2010年8月8日   | NO,Thank You! | 『けいおん!!』の後期エンディングテーマ。 |
| 2011年4月4日   | コネクト | 『魔法少女まどか☆マギカ』のオープニングテーマ。 |
| 2011年4月29日  | 侵略ノススメ☆ | 『侵略!イカ娘』のオープニングテーマ。 |
| 2011年8月26日  | Hacking to the Gate | 『STEINS;GATE』のオープニングテーマ。 |
| 2011年8月31日  | secret base ～君がくれたもの～ | 『あの日見た花の名前を僕達はまだ知らない。』の エンディングテーマ。                                                                                                |
| 2011年11月1日  | Singing! | 『映画けいおん!』のエンディングテーマ。 |
| 2012年1月18日  | oath sign | 『Fate/Zero』のオープニングテーマ。 |
| 2012年2月16日  | 宇宙刑事ギャバン | 『宇宙刑事ギャバン』のオープニングテーマ。 |
| 2012年3月9日   | メルト | 初のボーカロイドソングであり、supercellが ニコニコ動画に投稿した楽曲。                                                                                             |
| 2014年2月1日   | 紅蓮の弓矢 自由の翼 | 『進撃の巨人』のオープニングテーマ。 メドレーにてカバー。 |
| 2014年2月8日   | ふわふわ時間 | 『けいおん』の劇中歌。 動画ではメンバーが演奏中に各パートのシャッフルを行っている。                                                                                |
| 2014年2月21日  | シリウス ambiguous | 『キルラキル』のオープニングテーマ。 メドレーにてカバー。 |
| 2014年3月9日   | 千本桜 | 『黒うさP』によって制作された 初音ミクの楽曲。 |
| 2015年3月12日  | 海色 | 『艦隊これくしょん -艦これ-』のオープニングテーマ。 |
| 2015年4月2日   | Rising Hope | 『魔法科高校の劣等生』のオープニングテーマ。 |
| 2015年4月10日  | IGNITE | 『ソードアート・オンラインII』のオープニングテーマ。 |
| 2015年9月5日   | ファッとして桃源郷 Qunka! | 『てーきゅう』のオープニングテーマ。 メドレーにてカバー。 |
| 2015年10月1日  | かくしん的☆めたまるふぉ～ぜっ！ | 『干物妹!うまるちゃん』のオープニングテーマ。 |
| 2015年10月9日  | 光るなら | 『四月は君の嘘』のオープニングテーマ。 アコースティック形態でカバー。                                                                                              |
| 2015年11月25日 | はなまるぴっぴはよいこだけ | 『おそ松さん』の前期オープニングテーマ。 |
| 2016年2月13日  | 全力バタンキュー | 『おそ松さん』の後期オープニングテーマ。 |
| 2016年2月21日  | スーパーウルトラ ハイパーミラクルロマンチック | 『ヴァルキリードライヴ マーメイド』のエンディングングテーマ。 |
| 2016年3月5日   | 愛のプリズン | 『監獄学園』のオープニングテーマ。 |
| 2016年9月3日   | それは僕たちの奇跡 | 『ラブライブ』第二期オープニングテーマ。 |
| 2017年2月2日   | ときめきエクスペリデンス キラキラだとか夢だとか～Sing Girls | 『バンドリ！』オープニングテーマ、エンディングテーマをメドレーでカバー。                                                                                           |
| 2017年2月10日  | マクロスΔメドレー(一度だけの恋なら いけないボーダーライン ルンがピカッと光ったら 破滅の純情 絶対零度θノヴァティック)                                                   | 『マクロスΔ』のオープニングテーマ、挿入歌、エンディングテーマをメドレーでカバー。                                                                                  |
| 2017年2月28日  | ようこそジャパリパークへ | 『けものフレンズ』オープニングテーマ |
| 2017年4月3日   | 心臓を捧げよ！ | 『進撃の巨人』season2オープニングテーマ |
| 2017年11月14日 | にめんせい☆ウラオモテライフ！ うまるん体操 | 『干物妹！うまるちゃんR』オープニングテーマ、エンディングテーマ |
| 2017年12月1日  | BLACK SHOUT ティアドロップス | 『バンドリ！』より |
| 2018年2月15日  | POP TEAM EPIC POPPY PAPPY DAY | 『ポプテピピック』のオープニングテーマ、エンディングテーマをメドレーでカバー。                                                                                     |
| 2018年9月14日  | ミッション!健・康・第・イチ | 『はたらく細胞』オープニングテーマ |
| 2018年9月21日  | 甲賀忍法帖 | 『バジリスク～甲賀忍法帖』オープニングテーマ |
| 2019年5月4日   | けいおん!メドレー (Don't say "lazy" Cagayake!GIRLS Listen!! GO! GO! MANIAC NO,Thank You! Utauyo!!MIRACLE ふわふわ時間 ごはんはおかず 天使にふれたよ! Don't say "lazy") | 結成10周年記念の動画。 結成のきっかけとなり、最初に演奏動画をあげたDon't say "lazy"をはじめとして、同じく10周年を迎えた『けいおん!』の楽曲をメドレーでカバーした。 |
| 2019年8月22日  | お願いマッスル | 『ダンベル何キロ持てる?』オープニングテーマ |
| 2020年2月27日  | Easy Breezy | 『映像研には手を出すな!』オープニングテーマ |
| 2020年3月6日   | 紅蓮華 | 『鬼滅の刃』オープニングテーマ |
| 2020年5月23日  | バンドリ!メドレー(Poppin'Party / イニシャル、Roselia / 約束、RAISE A SUILEN / DRIVE US CRAZY)                                                                          | 『バンドリ!』より。新型コロナウイルスの影響により、各メンバーがそれぞれ自宅において、リモートで演奏・撮影したものとなっている。                                    |
| 2020年11月19日 | 廻廻奇譚 | 『呪術廻戦』オープニングテーマ |
| 2021年1月17日  | 炎 | 『劇場版 鬼滅の刃 無限列車編』主題歌 |
| 2021年2月27日  | 怪物 | 『BEASTARS』オープニングテーマ |
| 2021年3月5日   | ロキ | 『みきとP』によって制作された鏡音リンの楽曲。 |
| 2021年7月10日  | うまぴょい伝説 | 『ウマ娘 プリティーダービー』テーマソング |
| 2021年7月17日  | TOMORROW | 『キングダム』オープニングテーマ |
| 2021年9月18日  | START!! True dreams | 『ラブライブ!スーパースター!!』オープニングテーマ |
| 2021年9月24日  | Bad Apple!! | 『東方Project』の収録作品として『ZUN』が作曲した楽曲およびそのアレンジ楽曲。                                                                                       |
| 2021年12月3日  | 明け星 | 『鬼滅の刃 無限列車編』オープニングテーマ |
| 2021年12月17日 | カサブタ | 『金色のガッシュベル!!』オープニングテーマ 動画では初めてギターの穴澤がメインボーカルを担当                                                                        |
| 2021年12月30日 | STONE OCEAN | 『ジョジョの奇妙な冒険 ストーンオーシャン』オープニングテーマ |
| 2022年1月7日   | nowhere | 『MADLAX』挿入歌 |
| 2022年2月13日  | AMAZING BREAK | 『テラフォーマーズ』オープニングテーマ |
| 2022年2月25日  | ADAMAS | 『ソードアート・オンライン アリシゼーション』オープニングテーマ |
| 2022年3月4日   | 回レ!雪月花 | 『機巧少女は傷つかない』エンディングテーマ |
| 2022年6月24日  | チキチキバンバン | 『パリピ孔明』オープニングテーマ |
| 2022年10月27日 | KICK BACK | 『チェンソーマン』オープニングテーマ |
| 2022年11月4日  | 青春コンプレックス | 『ぼっち・ざ・ろっく!』オープニングテーマ |
| 2022年11月11日 | 祝福 | 『機動戦士ガンダム 水星の魔女』Season1オープニングテーマ・Season2最終話エンディングテーマ                                                                          |
| 2022年12月9日  | 君よ 気高くあれ | 『機動戦士ガンダム 水星の魔女』エンディングテーマ |
| 2022年12月16日 | 花の塔 | 『リコリス・リコイル』エンディングテーマ |
| 2022年12月30日 | ギターと孤独と蒼い惑星 | 『ぼっち・ざ・ろっく!』劇中歌 |
| 2023年1月30日  | 星座になれたら | 『ぼっち・ざ・ろっく!』劇中歌 |
| 2023年2月3日   | ホワイトノイズ | 『東京リベンジャーズ聖夜決戦編』オープニングテーマ |
| 2023年2月6日   | あのバンド | 『ぼっち・ざ・ろっく!』劇中歌 |
| 2023年3月10日  | ちゅ、多様性。 | 『チェンソーマン』第7話エンディングテーマ |
| 2023年3月17日  | 一途 | 『劇場版 呪術廻戦 ０』主題歌 |
| 2023年4月8日   | 第ゼロ感 | 『THE FIRST SLAM DUNK』エンディングテーマ |
| 2023年4月15日  | crossing field | 『ソードアート・オンライン』オープニングテーマ |
| 2023年4月22日  | おジャ魔女カーニバル!! | 『おジャ魔女どれみ』オープニングテーマ |
| 2023年5月4日   | アイドル | 『【推しの子】』オープニングテーマ |
| 2023年5月12日  | 絆ノ奇跡 | 『鬼滅の刃 刀鍛冶の里編』オープニングテーマ |
| 2023年6月15日  | 光の中へ | 『ぼっち・ざ・ろっく!』キャラクターソング |
| 2023年6月19日  | トウキョウ・シャンディ・ランデヴ | 『うる星やつら』エンディングテーマ |
| 2023年8月4日   | 青のすみか | 『呪術廻戦 懐玉・玉折』オープニングテーマ |
| 2023年8月10日  | 忘れてやらない | 『ぼっち・ざ・ろっく!』劇中歌 |
| 2023年9月8日   | 斜陽 | 『僕の心のヤバイやつ』オープニングテーマ |
| 2023年9月18日  | メロウ | 『スキップとローファー』オープニングテーマ |
| 2023年10月29日 | 勇者 | 『葬送のフリーレン』オープニングテーマ |
| 2023年11月3日  | クラクラ | 『SPY×FAMILY』オープニングテーマ |
| 2023年12月14日 | 残響散歌 | 『鬼滅の刃 遊郭編』オープニングテーマ |
| 2024年1月7日   | めざせポケモンマスター | 『ポケットモンスター』オープニングテーマ |
| 2024年2月23日  | Catch the Moment | 『劇場版 ソードアート・オンライン -オーディナル・スケール-』主題歌                                                                                                 |
| 2024年3月22日  | ババーンと推参！バーンブレイバーン | 『勇気爆発バーンブレイバーン』オープニングテーマ |
| 2024年3月27日  | 花になって | 『薬屋のひとりごと』オープニングテーマ |
| 2024年5月10日  | 雑踏、僕らの街 | 『ガールズバンドクライ』オープニングテーマ |
| 2024年5月30日  | 夢幻 | 『鬼滅の刃 柱稽古編』オープニングテーマ |
| 2024年6月7日   | Shouted Serenade | 『魔法科高校の劣等生 第3シーズン』オープニングテーマ |
| 2024年6月13日  | 晴る | 『葬送のフリーレン 第2クール』オープニングテーマ |
| 2024年7月31日  | 月並みに輝け | 『劇場総集編ぼっち・ざ・ろっく！ Re:』オープニングテーマ |
| 2024年8月9日   | 空の箱 | 『ガールズバンドクライ』挿入歌 |
| 2024年8月24日  | シカ色デイズ | 『しかのこのこのここしたんたん』オープニングテーマ |
| 2024年9月2日   | UNDEAD | 『〈物語〉シリーズ オフ&モンスターシーズン』エンディングテーマ |
| 2024年10月5日  | つよがるガール feat.もっさ(ネクライトーキー) | 『負けヒロインが多すぎる!』オープニングテーマ |
| 2024年10月11日 | Re:Re: | 『劇場総集編ぼっち・ざ・ろっく！Re:Re: 』エンディングテーマ |
| 2024年10月23日 | しょーがいゼッタイそーあい宣言♥ | 『エスプリ』の楽曲 |
| 2024年11月29日 | ぼっち・ざ・ろっく!スーパーメドレー (あのバンド 光の中へ 青春コンプレックス ギターと孤独と蒼い惑星 忘れてやらない なにが悪い 星座になれたら 月並みに輝け Re:Re:)       | 『ぼっち・ざ・ろっく!』の楽曲をメドレーにてカバー |
| 2024年12月13日 | 許婚っきゅん | 『らんま1/2』オープニングテーマ |
| 2025年1月11日  | TAIDADA | 『ダンダダン』エンディングテーマ |
| 2025年1月23日  | なにが悪い | 『ぼっち・ざ・ろっく!』第8話～第11話エンディングテーマ |
| 2025年2月25日  | 百花繚乱 | 『薬屋のひとりごと 第2期』オープニングテーマ |
| 2025年3月5日   | KiLLKiSS | 『BanG Dream! Ave Mujica』オープニングテーマ |
| 2025年3月27日  | Distortion!! | 『ぼっち・ざ・ろっく!』第1話～第3話エンディングテーマ 動画ではメンバーが演奏中に各パートのシャッフルを行っている。                                                 |
| 2025年4月11日  | 創聖のアクエリオン | 『創聖のアクエリオン』オープニングテーマ |
| 2025年5月8日   | 顔 | 『BanG Dream! Ave Mujica』第13話挿入歌 |
| 2025年5月19日  | Ready to Rock | 『ロックは淑女の嗜みでして』オープニングテーマ |
| 2025年6月16日  | Plazma | 『機動戦士Gundam GQuuuuuuX 』オープニングテーマ |
| 2025年6月25日  | 怪獣 | 『チ。-地球の運動について-』オープニングテーマ |
| 2025年8月13日  | 残酷な夜に輝け | 『劇場版 鬼滅の刃 無限城編 第一章 猗窩座再来』主題歌 |

※その他、動画にアップされていないが、ライブで披露されているカバー曲が多数ある。

## オリジナル曲
- 2018年開設のオリジナル曲アップ用のYouTubeチャンネル[1]にアップされたもの。

・「青いチカラ」
(作詞・作曲:穴澤淳、編曲:流田Project)
2018年秋ツアーパンフレットにこの曲のライブ音源CDが付属している。
・「IPPEICHANG」
(作詞・作曲・編曲:流田Project)
・「answer」
(作詞・作曲:流田豊、編曲:流田Project)
・「モンスター」
(作詞:穴澤淳・流田豊、作曲:穴澤淳、編曲:流田Project)
・「長い夜」
(作詞:流田豊、作曲:穴澤淳、編曲:流田Project)
- 流田PP収録「月ノ夜ニ」「奏でるチカラ」、流田PPP収録「departure」

- オリジナルアルバム「fake」収録のもの。

- アルバム「Realize」収録

「世界の果てに」「Say! “So Cool”」「青春エブリディ」「Dreamer」「distance」「漆黒の扉（初回限定盤のみ収録）」「ラグナロク（通常盤のみ収録）」「ヴァンパイヤ学園☆CHU-WA」「CONSISTENT」「本当の宝物　（TVアニメ『ドラゴンコレクション』挿入歌）」「ドラゴンコレクション～勇気のツバサ～」
- オリジナルミニアルバム「NAGAREDA ROBO」収録

上記YouTubeチャンネルにて公開のものに加え、「コントロール」
- シングル収録のもの。

※なお、音源化されていないオリジナル曲も多数ある。

## 楽曲提供
- A応P「呼べよ嵐」(作詞・作曲・編曲・演奏)

- 柿原徹也「カモン×3」「愛がモットー」「アイコトバ」(作詞・作曲・編曲・演奏)、「聴かせて」、「始まりの日」(作詞・作曲)

- アイドルカレッジ「正義の心～平和のために～」(作詞・作曲・編曲・演奏)

- 鳥海浩輔・安元洋貴 今夜は眠らせない…禁断生ラジオ企画CD(作曲・編曲・演奏) The Lotion Slider（ザ ローションスライダー）「SOLID」、「コウソウ」・オフクロ「花」・J/G「まだ言えない」

- palet「Shake My Soul」

- 「夜中メイクが気になったから」番組CD番組テーマソング「よなきにガールズのテーマ」(作詞・作曲・編曲・演奏)

- 聖闘士星矢Ωキャラクターソング/龍峰(CV:柿原徹也)「明日へ吹く風」(作詞・作曲)

- 富永TOMMY弘明「証～AKASHI～」(作曲)

- 彩音「cry out」(作詞・作曲・編曲・演奏)